# Latinos Football Club
Pour les articles homonymes, voir Latinos.
Le Latinos Football Club est un club de football caïmanais fondé en 1982 et basé à George Town.

## Palmarès
- Championnat des Îles Caïmans (1)
  - Champion : 2004.

- Coupe des Îles Caïmans (2)
  - Vainqueur : 2004 et 2007.